# Православний український вікаріат у Румунії
Православний український вікаріат в Сиготі (рум. Vicariatul Ortodox Ucrainean din România) — структурна одинця Румунської православної церкви. Український православний вікаріат у Румунії з центром в місті Сигіт на Мараморощині. Вікаріат поширює свою юрисдикцію на українські парафії на Мараморощині, Кришані, Трансільванії та Банаті.
Православний український вікаріат Румунської православної церкви створений для парафій, у яких більшість парафіян становлять етнічні українці.
Вікаріат підпорядковується безпосередньо патріарху Румунському і наділений автономією. Патріарх призначає керівників вікаріатства та протопопів (благочинних) .
Нині вікаріат очолює отець Микола Лаурук . Богослужіння провадиться київським ізводом церковно-слов'янської мови, українською та частково румунською мовою. Характерною рисою є вживання юліанського календаря.

## Історія
Станом на середину ХХ століття українці Румунії перебували в унії з Католицькою церквою. В 1948 році після ліквідації Румунської греко-католицької церкви її парафії увійшли до Румунської православної церкви, де з українських парафій було утворено окремий вікаріат з центром у місті Сигіт. Воно проіснувало до 1952 року, коли було перетворено в українське благочиння з центром в комуні Русь Поляни. Благочиння перебувало в складі Клужської єпархії і проіснувало до 1990 року. В 1990 року вікаріатство було відновлене і поділене на два благочиння (Сигіт та Лугож) та підпорядковано безпосередньо Патріарху Румунії. Станом на 2009 рік вікаріат налічував 32 парафії та 3 монастирі. Чисельність вірян близько 52 тис.
21 квітня 2016 року, в рамках офіційного візиту до Румунії, Президент України Петро Порошенко зустрівся з Предстоятелем Румунської Православної Церкви патріархом Даниїлом. Президент України звернувся з проханням, щоб Патріарх Румунії підтримав і сприяв реалізації бажання українців мати єдину православну церкву. Глава української держави також згадав, що в Україні існує понад 100 православних парафій, де релігійні богослужіння відбуваються на румунській мові, і, в цьому контексті, висловив побажання, щоб українці в Румунії могли проводити релігійні служби на рідній мові, в т.ч. в Бухаресті. Блаженніший Патріарх Даниїл нагадав Президенту, що в Румунії існує український православний вікаріат, який має 32 парафіяльні церкви та 3 монастирі, в яких релігійні служби проводяться українською мовою. У зв'язку з цим Блаженніший висловив готовність створити парафію для обслуговування української громади в столиці Румунії.